# Naznaczony: rozdział 2
Naznaczony: rozdział 2 (ang. Insidious: Chapter 2) – amerykański horror z 2013 r. w reżyserii Jamesa Wana. Kontynuacja Naznaczonego z 2010 roku.

## Obsada
- Patrick Wilson jako Josh Lambert
- Rose Byrne jako Renai Lambert
- Lin Shaye jako Elise Ranier
- Ty Simpkins jako Dalton Lambert
- Steve Coulter jako Carl
- Barbara Hershey jako Lorraine Lambert
- Leigh Whannell jako Specs
- Angus Sampson jako Tucker
- Andrew Astor jako Foster Lambert
- Danielle Bisutti jako Michelle Crane
- Tom Fitzpatrick jako Parker Crane
- Michael Beach jako detektyw Sendal
- Jorge Pallo jako Brian
- Priscilla Garita jako Natalie
- Jenna Ortega jako Annie
- Dannay Rodriguez jako Allison